# La vasca
La vasca è il terzo album in studio del cantante italiano Alex Britti pubblicato nel 2000.

## Descrizione
Anticipato dal singolo Una su 1.000.000, il disco, grazie anche al brano La vasca, secondo estratto del album, guadagna in pochissimo tempo un doppio disco di platino, per poi superare il traguardo del quarto disco di platino.
In occasione della sua partecipazione al Festival di Sanremo 2001 con il brano Sono contento, l'album fu ripubblicato con 2 bonus track. Oltre al pezzo sanremese, venne aggiunta Io con la ragazza mia tu con la ragazza tua, singolo che accompagnò l'estate 2001.

## Tracce
1. La vasca - 4:32
2. Una su 1.000.000 - 3:00
3. Mamma & papà - 4:43
4. Fortuna che non era niente - 4:32
5. Lucciola 4:36
6. Dendedendendenden - 4:31
7. Fuori - 4:36
8. Milano - 5:24
9. Il Quadro - 4:15
10. Come funziona il mondo - 3:03
11. Una donna come tante - 5:05
12. Sono contento - 4:00
13. Io con la ragazza mia tu con la ragazza tua - 3:53

Testi e musiche di Alex Britti.
Esiste una versione rimasterizzata dell'album, nel quale ci sono alcuni dettagli:
- Il brano "Sono contento" è inserito come traccia 11.
- Il brano "Io con la ragazza mia tu con la ragazza tua" è inserito come traccia 12.
- Il brano "Una donna come tante" è inserito come traccia 13. Inoltre, sempre dopo la traccia 13, ci sono 15 secondi di silenzio e poi una traccia nascosta dalla durata di 2:42; si tratta della versione strumentale del brano "Io con la ragazza mia tu con la ragazza tua".

## Formazione
- Alex Britti – voce, chitarra, programmazione, dobro, sintetizzatore, djembe, tastiera, basso, batteria, percussioni
- Simone Haggiag – percussioni, cajón, shaker, tamburello
- Fabrizio Sciannameo – programmazione, cori
- Stefano Sastro – tastiera, pianoforte, Fender Rhodes, organo Hammond
- Anna Covaser – viola
- Dario Tramma – viola
- Enrico Renzi – violino
- Eugenio Falanga – violino
- Giovanni Pandolfo – violino
- Maria Patrizia De Carlo – violino
- Giacomo Pecorella – violoncello
- Marcello Salvatori – violoncello
- Alberto Salini – sax
- Claudia Arvati, Gabriella Scalise, Stefania Calandra, Tommy Casigliani, Cristina Verre – cori